# Château de Malbrouck
Le château de Malbrouck (historiquement : château de Meinsberg) est un château fort de la commune française de Manderen-Ritzing dans le nord du département de la Moselle, au Pays des Trois Frontières, à proximité du Luxembourg et de l’Allemagne. Appartenant au conseil départemental de la Moselle, il fait partie du réseau des sites touristiques Passionnément Moselle.
Le château fait l’objet d’un classement au titre des monuments historiques depuis février 1930.

## Toponymie
Anciens noms : Mensperg (1429) ; Mentzberg (1594) ; Mensburg (XVIIe siècle) ; Monsburg (1722) ; Mansberg (1779) ; Mensberg.
En francique lorrain : Buerg Meinsbersch. En allemand : Burg Meinsberg/Malbrouck.

## Historique
Le château est construit, avec l'accord du duc de Lorraine, par Arnold VI de Sierck sur un éperon rocheux dominant la région et le village de Manderen par la volonté d'Arnold VI seigneur de Sierck en 1419 et achevé en 1434, année où le château est déclaré en mesure de soutenir un siège, et mis au service de l'électorat de Trèves. En 1439, Jacques de Sierck est consacré archevêque de Trèves dans la chapelle castrale du château. À la mort du chevalier Arnold, la descendance n'est pas assurée et le château va passer de main en main de la fin du XVe au début du XVIIe siècle.
Au XVIe siècle il fut racheté par la famille des Sayn (1531-1608) et ensuite aux comtes Sultz (1608-1643).
Louis de Bettainvillers, propriétaire de forges à Apach entretenait des liens commerciaux et de services auprès des Schultz liés aux forêts pour leurs bois et les gibiers. Charles Louis de Sultz, criblé de dettes céda le château à Louis de Bettainvillers en 1648 pour permettre la dénomination "DE MANSBERG".
Initialement dénommé château de Mensberg (en allemand Schloss Meinsberg), son surnom lui vient du duc John Churchill de Marlborough, immortalisé dans la chanson populaire Malbrough s'en va-t-en guerre. Ce dernier y a brièvement installé ses quartiers le 3 juin 1705 lors de la guerre de Succession d'Espagne avant de se replier sur Trèves deux semaines plus tard. Lors de la guerre de succession d'Espagne, le château de Mensberg se retrouve au premier plan de la scène internationale : l'Angleterre et les Provinces Unies se joignent à l'Empire, et la France se retrouve face à une Europe coalisée. Le chef de guerre de cette coalition n’est autre que John Churchill, duc de Marlborough, que les Français surnomment Malbrouck. Au début de l'année 1705, le duc de Malbrouck prépare son plan d'invasion de la France en passant par la vallée de la Moselle, et rassemble une armée de 100 000 hommes à Trèves. Au mois de juin 1705, il dispose cette armée aux portes du royaume de France, de la Moselle au château de Mensberg, où il installe son quartier général. Face à lui, le maréchal Claude Louis Hector de Villars s'apprête à défendre la frontière avec moins de 50 000 hommes. À un contre deux, Villars ne peut se permettre d'attaquer. Malbrouck, qui tient Villars en grande estime, décide de n'attaquer qu'avec le renfort du prince de Bade, Louis-Guillaume de Bade-Bade, à qui il a donné rendez-vous au château de Mensberg. Dans cette attente, Malbrouck fait tout pour que Villars sorte de ses positions mais celui-ci, patient, ne bouge pas. Le face à face dure ainsi une dizaine de jours sans ravitaillement pour l'armée de la coalition, tant et si bien que les soldats de Malbrouck, qui souffrent de la carence en vivres, désertent les uns après les autres. Le duc de Malbrouck se résigne donc à quitter la place sans livrer la bataille et profite d'une nuit de brouillard pour s'en retourner vers Trèves et Maastricht. Le 17 juin au petit matin, Villars a la surprise de constater la disparition des troupes ennemies. Malbrouck s'en est donc allé en laissant son nom à ce château.
Le château de Malbrouck fut vendu comme bien national en 1793 et a subi les outrages du temps et divers pillages. Bien que classé monument historique en 1930, il est en ruine lorsqu'il est racheté par le conseil général de la Moselle en 1975 à la famille Weiter. Commencent alors des travaux remarquables et le deuxième chantier des monuments historiques de France. Le château est entièrement réhabilité de 1991 à 1998.

## Description
Le programme de réhabilitation du château a concerné une surface de bâti d’environ 1 500 m2. Avec un investissement programmé de 100 millions de francs hors taxes, soit plus de 15 millions d'euros, ce chantier était le deuxième chantier « monuments historiques » de France après le parlement de Bretagne. Les méthodes de travail en vigueur sur le chantier et dans les services départementaux ont permis une maîtrise quasi totale des coûts, ce qui est exceptionnel sur ce type de chantier.
Le château de Malbrouck possède quatre tours d’angle (la tour de la Lanterne, la tour de la Sorcière, la tour du Rocher Chauve et la tour des Dames) reliées entre elles par des courtines, un corps de logis à trois niveaux et une vaste cour centrale. Il est possible d'y effectuer un circuit complet par les niveaux supérieurs de chaque tour. Un châtelet d'entrée sépare la tour de la Lanterne et la tour des Dames.
Le château possède de nombreux éléments de défense. Au nord, l'entrée du château est protégée par une barbacane, un pont mobile, un fossé et un châtelet. L'accès à la cour intérieure est défendu par un porche en saillie et une archère canonnière permet de battre l'axe d'entrée.
La tour des Dames est équipée de mâchicoulis donnant à la fois à l'extérieur et à l'intérieur du château.
L'épaisseur des murs constitue aussi un moyen de défense efficace, surtout pour la partie nord : la tour de la lanterne et sa courtine nord-est possèdent des murs d'une épaisseur de 4,80 m. Des ouvertures de tir sont présentes dans les quatre tours et la tour de la Lanterne possède des chambres de tir adaptées aux armes à feu. Les escaliers du château tournent à l'envers. Ce dispositif, lié à une nécessité de défense, permet au défenseur droitier d'être le mieux placé pour frapper.

## Restauration
Dès 1931, la charte d'Athènes posait les bases d'un vaste mouvement de réflexion sur la conservation du patrimoine. Les problèmes de préservation et de restauration devenant de plus en plus complexes, il apparut nécessaire aux professionnels d'approfondir et d'élargir cette réflexion. Ainsi en mai 1964, la charte de Venise fut adoptée lors du deuxième congrès international des architectes en chef des monuments historiques. Depuis cette date, ce texte est la référence en matière de restauration du patrimoine bâti.
« Article 9. La restauration est une opération qui doit garder un caractère exceptionnel. Elle a pour but de conserver et de révéler les valeurs esthétiques et historiques du monument et se fonde sur le respect de la substance ancienne et de documents authentiques. Elle s'arrête là où commence l'hypothèse. Sur le plan de reconstruction conjoncturelle, tout travail de complément reconnu indispensable pour raisons esthétiques ou techniques relève de la composition architecturale et doit porter la marque de notre temps. La restauration doit toujours être précédée et accompagnée d'une étude architecturale du monument ».
Comment peut-on restituer sur la base d'hypothèses, les parties détruites d'un édifice ? Le parti adopté pour le château a été de compléter les lacunes de parement par du moellonnage de petit appareil, s'opposant au gros appareil de la ruine. Cette technique exprime clairement l'intervention architecturale sans rompre pour autant l'unité du château. Les couvertures ont été restituées en ardoises schuppen, conformément aux découvertes archéologiques. Sur la base du projet établi par Michel Goutal, l'architecte en chef des monuments historiques, et validé par la commission supérieure des monuments historiques, le chantier voit le jour en 1991.
Cinq tranches de travaux s'enchaîneront, la dernière se terminant en 1998. Ces travaux ont permis de faire travailler en permanence sur le site même une dizaine de corps de métiers différents, soit environ une quarantaine d'ouvriers qualifiés.

## Tourisme et culture

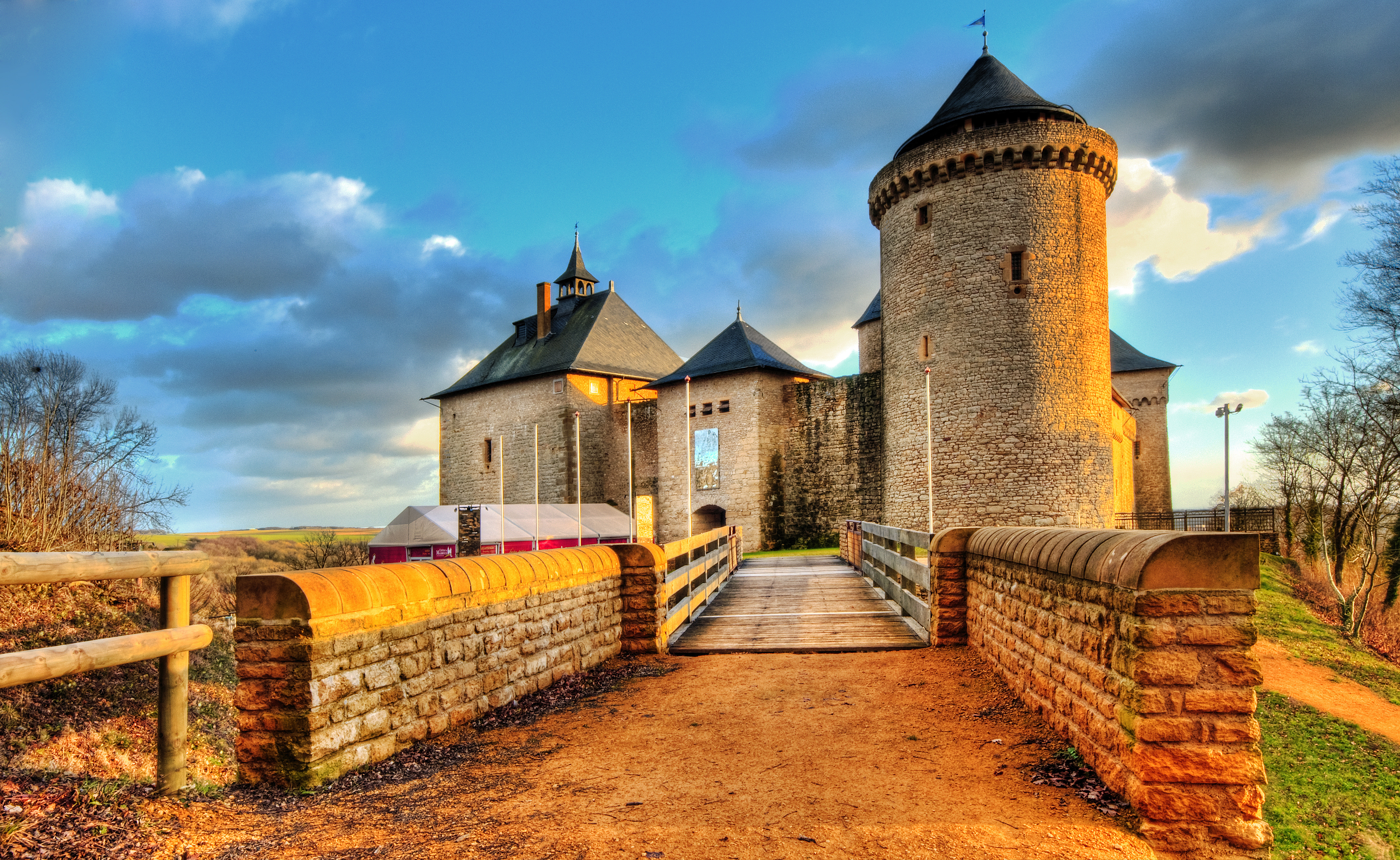
Étroitement.

Appartenant aux réseaux des Grands Sites de Moselle et sites Moselle Passion du conseil départemental de la Moselle, le château de Malbrouck propose une scénographie retraçant cinq siècles d'histoire en même temps que de grandes expositions. Des festivals et des spectacles sont régulièrement organisés ou programmés au sein de ses murailles. En outre le château propose chaque année des expositions.
Ainsi, quand le château a ouvert pour la première fois au public le 5 septembre 1998, il proposa en exposition inaugurale, le mythe de la Toison d'Or. Il a depuis accueilli plus d'1,5 million de visiteurs avec entre autres Ousmane Sow en 2004, Dragons en 2005, Merveilleux d'après Nature en 2007, l'Homme Merveilleux en 2008, Napoléon Splendeurs de l'Empire en 2009, Niki de Saint Phalle en 2010, Robert Doisneau en 2011, Ben en 2012, Georges Brassens en 2013, L'art des jeux et des jouets en 2014.
En 2015, le château propose une exposition inédite intitulée Samouraïs et Chevaliers qui présente aux visiteurs des armures européennes et japonaises, des casques, des cuirasses, des armes, des masques mais également des estampes, des gravures, des objets d’art et des vidéos présentant des extraits de documentaires ou de films mythiques. Cette exposition a été reconduite pour une deuxième saison du 25 mars au 30 octobre 2016. Pour l’occasion, elle a été enrichie et rassemble désormais plus de 200 pièces, mettant en valeur les différences et similitudes des sociétés médiévales européennes et japonaises.
Du 1er avril au 29 octobre 2017, est présentée l'exposition exceptionnelle et originale "Les Héros dessinés, de la Guerre de Troie à la Guerre des Étoiles : un voyage dans le temps, de l'Antiquité jusqu'au futur de l'univers Marvel, avec les héros combattants de la bande dessinée. Parmi ces derniers, Captain America dont l'un des co-créateurs, Jack Kirby, combattit jusqu'à la bataille de Metz. Gary Erskine, qui travailla également sur le personnage, fut aussi présent.
Depuis 2017, le Château de Malbrouck accueille chaque année en mai-juin (sauf en 2020 - édition annulée en raison des conditions sanitaires), le Festival BD Malbrouck qui rassemble entre 40 et 60 auteurs. Parmi les parrains, on retrouve : Hermann (2017), Johann De Moor (2018), Jean-Yves Mitton (2019), Lele  Vianello (2021), Nicolas Tabary (2022), Al Coutelis (2023).